# Apogonia fulgidicollis
Apogonia fulgidicollis är en skalbaggsart som beskrevs av Moser 1913. Apogonia fulgidicollis ingår i släktet Apogonia och familjen Melolonthidae. Inga underarter finns listade i Catalogue of Life.